# Desiree van Lunteren
Desiree van Lunteren (Almere, 30 december 1992) is een Nederlands profvoetbalster, die uitkwam voor AZ, Alkmaar, Ajax, Freiburg en PSV.

## Clubcarrière
Van Lunteren begon haar voetbalcarrière bij de meisjes van SV Almere en stapte van daaruit over naar sc BuitenBoys. Zij vertrok later naar AS '80, waar ze de jeugd doorliep van de C- tot de A-junioren. Als eerstejaars B - Junior bij AS '80 won zij het wintertoernooi; aan dit zaaltoernooi deden de beste clubs van Almere mee, waaronder ook de betaald voetbalorganisatie Almere City. Van Lunteren, die als enige vrouw deelnam aan het toernooi, werd gekozen tot speelster van het toernooi, vóór haar mannelijke teamgenoten Byron Frölich en Joey Tak. Ook nam ze deel aan het HvA-project van de KNVB, waar ze de aandacht trok van AZ. In 2009 maakte ze de overstap naar die club, die uitkomt in de Eredivisie.
In seizoen 2010/11 speelde ze haar laatste seizoen bij AZ, die besloten te stoppen met de vrouwentak. In de laatste wedstrijd van het seizoen werd de KNVB beker gewonnen. Daarna stapte ze over naar Telstar. Na een jaar vertrok ze naar Ajax, waar ze in zes seizoenen een vaste waarde voor het elftal was. In 2018 breekt ze haar contract open, om naar sc Freiburg te vertrekken. In de zomer van 2019 keerde ze weer terug naar Ajax voor twee jaar. In de zomer van 2020 maakte ze bekend dat ze zwanger was en in december 2020 beviel ze van haar eerste kindje. In maart 2021 werd bekend dat ze niet meer terugkeert bij Ajax, maar een overstap maakt naar PSV. Op 20 april 2022 maakte ze bekend om te stoppen na dat seizoen om meer tijd door te brengen met haar gezin en zich te richten op een maatschappelijke carrière.
Op 5 september 2023 werd bekendgemaakt dat van Lunteren een contract heeft getekend voor 1 jaar bij AZ waar ze op 8 september 2023 gelijk haar debuut maakte.

## Interlandcarrière
Van Lunteren debuteerde in het Nederlands elftal in een vriendschappelijke interland tegen Frankrijk op 15 februari 2012. Ze viel in de tweede helft in; Frankrijk won met 2–1. In juli 2017 behoorde Van Lunteren tot de selectie van Nederland voor het Europees kampioenschap voetbal in eigen land. Ten tijde van die selectie had ze meer dan veertig interlands gespeeld. Na het WK voetbal in Frankrijk 2019 had ze 78 interlands gespeeld. Op 21 november 2019 maakte ze bekend te stoppen als international, dit deed ze bij gebrek aan motivatie.

## Statistieken
| Seizoen         | Club            | Land            | Competitie      | Competitie | Competitie | Beker | Beker | Internationaal | Internationaal | Totaal | Totaal |
| Seizoen         | Club            | Land            | Competitie      | Wed.       | Dlp.       | Wed.  | Dlp.  | Wed.           | Dlp.           | Wed.   | Dlp.   |
| --------------- | --------------- | --------------- | --------------- | ---------- | ---------- | ----- | ----- | -------------- | -------------- | ------ | ------ |
| 2009/10         | AZ              | Nederland       | Eredivisie      | 18         | 0          | -     | -     | 1              | 0              | 19     | 0      |
| 2010/11         | AZ              | Nederland       | Eredivisie      | 18         | 5          | 1     | 0     | 2              | 0              | 21     | 5      |
| 2011/12         | Telstar         | Nederland       | Eredivisie      | 16         | 4          | -     | -     | -              | -              | 16     | 4      |
| 2012/13         | AFC Ajax        | Nederland       | BeNe League     | 26         | 10         | -     | -     | -              | -              | 26     | 10     |
| 2013/14         | AFC Ajax        | Nederland       | BeNe League     | 23         | 13         | -     | -     | -              | -              | 23     | 13     |
| 2014/15         | AFC Ajax        | Nederland       | BeNe League     | 23         | 9          | -     | -     | -              | -              | 23     | 9      |
| 2015/16         | AFC Ajax        | Nederland       | Eredivisie      | 24         | 5          | -     | -     | -              | -              | 24     | 5      |
| 2016/17         | AFC Ajax        | Nederland       | Eredivisie      | 26         | 9          | -     | -     | -              | -              | 26     | 9      |
| 2017/18         | AFC Ajax        | Nederland       | Eredivisie      | 20         | 12         | -     | -     | 4              | 2              | 24     | 14     |
| 2018/19         | SC Freiburg     | Duitsland       | Bundesliga      | 20         | 2          | 5     | 2     | -              | -              | 25     | 4      |
| 2019/20         | AFC Ajax        | Nederland       | Eredivisie      | 11         | 3          | -     | -     | -              | -              | 11     | 3      |
| 2020/21         | AFC Ajax        | Nederland       | Eredivisie      | 0          | 0          | -     | -     | 0              | 0              | 0      | 0      |
| 2021/22         | PSV             | Nederland       | Eredivisie      | 24         | 10         | 4     | 3     | 2              | 0              | 30     | 13     |
| Carrière totaal | Carrière totaal | Carrière totaal | Carrière totaal | 249        | 82         | 10    | 5     | 9              | 2              | 268    | 89     |

Bijgewerkt op 12 juli. 2022

## Erelijst
AZ
- Eredivisie: 2009/10
- KNVB beker: 2010/11

 Ajax
- Eredivisie: 2016/17, 2017/18
- KNVB beker: 2013/14, 2016/17, 2017/18

 Nederland
- Europees kampioenschap: 2017
- Algarve Cup: 2018

Individueel
- Sportvrouw van het jaar van Amsterdam: 2017